# Între acte
Între acte (în engleză Between the Acts) este ultimul roman al Virginiei Woolf, apărut în 1941, la puțin timp după sinuciderea autoarei.
Woolf descrie în acest roman acțiunea unei zile de vară, din 1939, înainte de începerea celui de-Al Doilea Război Mondial, când locuitorii unui mic orășel de câmpie, împreună cu câțiva turiști veniți de la Londra, se strâng într-o poiană pentru a participa la serbarea anuală. Serbarea înseamnă reprezentația unei piese de teatru jucată de localnici și regizată de Miss La Trobe - care întrupează artistul care dă viață propriei viziuni despre istoria Angliei (personificată la început de o fetiță; apoi în scena apare regina Elizabeth; un polițist al Imperiului Britanic, iar în final personajele însele care asistă la spectacol, fiind reflectate de oglinzi ținute de actori în mână). 
Romanul nu are o intrigă, scriitoarea notează detalii despre personalitatea personajelor și despre relațiile pe care le au unele cu altele, precum și conflictele minore dintre ele (credința doamnei Lucy în Dumnezeu cu cea a fratelui ei, Bartholomew în știință sau iritarea lui Giles Oliver față de ceilalți care nu văd decât aparențe și nu adâncimile zilei care anunță deja războiul, sau insatisfacția Isei Oliver pentru viața ei, precum și angoasa doamnei La Trobe pentru că viziunea „i-a scăpat”, spectatorii nereușind să prindă înțelesul pe care a vrut să-l comunice - vizionara doamnă La Trobe poate fi o referire la însăși Virginia Woolf, cunoscut fiind faptul că după ce publica o carte se simțea îngrozitor de nemulțumită de cum a scris-o). Un fel de a interpreta romanul îl constituie replica Isei Oliver care spune că avem doar prezentul. Totodată există referiri subtile la războiul care urmează să înceapă (rândunicile care survolează scena par să imite o armată de avioane).